# Daniel Pruce

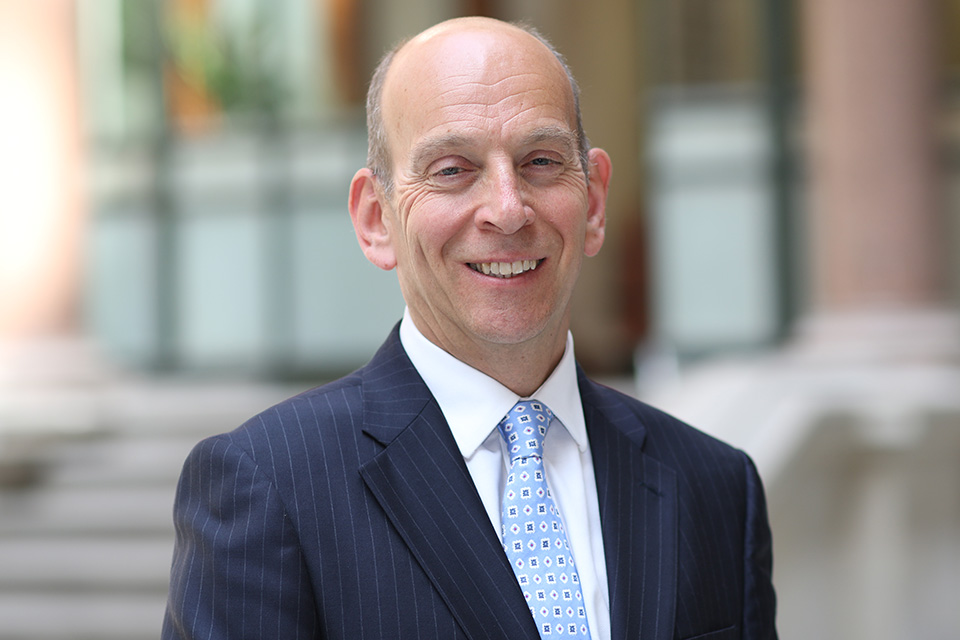
Daniel Pruce (2023)

Daniel Pruce (* Juli 1966) ist ein britischer Diplomat und seit 2024 Gouverneur der Britischen Jungferninseln.
Pruce trat 1990 in die Dienste des Foreign, Commonwealth and Development Office des Vereinigten Königreiches. Er arbeitete in den 1990er Jahren als Sprecher der Ständigen Vertretung des Vereinigten Königreiches bei der Europäischen Union in Brüssel sowie im NATO-Hauptquartier ebendort. Von 2002 bis 2004 war er Sprecher im Pressekorps des damaligen Premierministers Tony Blair in 10 Downing Street.
Von 2008 bis 2012 war er Stellvertreter des Botschafters an der britischen Botschaft in Bangkok, Thailand, und von 2012 bis 2016 in Madrid, Spanien, bevor er selbst zum Botschafter an der Botschaft des Vereinigten Königreiches in Manila, Philippinen, ernannt wurde. Während dieser Zeit war er in Palau nebenakkreditiert. 2024 wurde er als Nachfolger von John Rankin Gouverneur der Britischen Jungferninseln und legte am 28. Januar seinen Amtseid ab.